# Garfield 2.
A Garfield 2. (eredeti cím: Garfield: A Tale of Two Kitties) 2006-ban bemutatott amerikai filmvígjáték, amely a 2004-ben bemutatott Garfield című film folytatása. Az élőszereplős játékfilm rendezője Tim Hill, producere John Davis. A forgatókönyvet Joel Cohen és Alec Sokolow írta, a zenéjét Christophe Beck szerezte. A mozifilm a Davis Entertainment Company és a Paws Inc. gyártásában készült, a 20th Century Fox forgalmazásában jelent meg.
Amerikában 2006. június 16-án, Magyarországon 2006. augusztus 3-án mutatták be a mozikban. A mozifilm alaptörténete a Koldus és királyfiból merít.

## Cselekmény
|  | Alább a cselekmény részletei következnek! |

Egy Londontól messzi kastélyban meghal a kastély tulajdonosa, s mindenét imádott cicájára, Hercegre hagyja. Persze a jog szerinti örökös, Lord Dargis csak akkor kapja meg a birtokot, ha a cica meghal. Ezért Herceget, aki kiköpött mása Garfieldnak, bedobja a folyóba.
A még nagyobb gond az, hogy Dargis egy új wellness centrumot akar a kastély mellett építeni, és az ottani háziállatokat „kilakoltatná”. Ettől az állatok félnek, ezért életben akarják tartani Herceget – vagy Garfieldot.
Ezalatt Amerikában Jon Liz leánykérésére készül, ám előtte Liz közli vele, hogy sürgősen Londonba kell utaznia. Hogy meglepje, Jon utánautazik, de Garfield és Odie beszöknek a bőröndjébe, s vele mennek. Majd Smithee, a kastély inasa megtalálja Garfieldot, és a kastélyba viszi, mert azt hiszi, ő Herceg. Jon pedig Herceget viszi a szállodába, mert azt hiszi, hogy ő Garfield.
Garfield hamar alkalmazkodik a helyzethez, hozzászokik a királyi élethez, majd Herceg is csatlakozik hozzá, s így együtt legyőzik Lord Dargist. Jon pedig megkéri Liz kezét, aki igent mond neki.
|  | Itt a vége a cselekmény részletezésének! |

## Szereplők
| Animált szereplő              | Eredeti hang          | Magyar hang     |
| ----------------------------- | --------------------- | --------------- |
| Garfield                      | Bill Murray           | Till Attila     |
| Herceg                        | Tim Curry             | Harsányi Gábor  |
| Claudius                      | Joe Pasquale          | Fesztbaum Béla  |
| Eenie                         | Jane Leeves           | Kiss Erika      |
| Winston                       | Bob Hoskins           | Szilágyi Tibor  |
| Meenie                        | Jane Horrocks         | Kiss Eszter     |
| Preston                       | Richard E. Grant      | Mikó István     |
| Rommel                        | Vinnie Jones          | Bolla Róbert    |
| McBunny                       | Rhys Ifans            | Józsa Imre      |
| Nigel                         | Greg Ellis            | Bolba Tamás     |
| Bolero                        | Jim Piddoc            | Besenczi Árpád  |
| Christophe                    | Sharon Osbourne       | Kocsis Mariann  |
| (Mesélő)                      | Roscoe Lee Browne     | Vass Gábor      |
| Szereplő                      | Színész               | Magyar hang     |
| Jon Arbuckle                  | Breckin Meyer         | Hevér Gábor     |
| Dr. Liz Wilson                | Jennifer Love Hewitt  | Györgyi Anna    |
| Lord Dargis                   | Billy Connolly        | Balázs Péter    |
| Smithee                       | Ian Abercrombie       | Szersén Gyula   |
| Mr. Hobbs                     | Roger Rees            | Fazekas István  |
| Abby                          | Lucy Davis            | Bertalan Ágnes  |
| Fiatal turistalány            | Lena Cardwell         | Csuha Bori      |
| Asszisztens az állatkórházban | Veronica Alicino      | Csampisz Ildikó |
| Mrs. Whitney                  | Jane Carr             | Szabó Éva       |
| Mr. Greene                    | Oliver Muirhead       | Seder Gábor     |
| Hotelportás                   | JB Blanc              | Hajdu István    |
| Amerikai turista              | Ben Falcone           | Kisfalusi Lehel |
| Idegenvezető                  | Judith Shekoni        | Zsigmond Tamara |
| Pincérnő                      | Melanie Tolbert       | Sági Tímea      |
| Vállalkozó                    | Brian Manis           | Kapácsy Miklós  |
| Turista                       | Vernee Watson-Johnson | N/A             |
| Bobby                         | Russell Milton        | N/A             |
| Rendőrőrmester                | Bryce Lenon           | N/A             |
| Darts-ozó férfi               | David Kallaway        | N/A             |

További magyar hangok: Balázsi Gyula, Csizmadia Gergely, Haagen Imre, Kajtár Róbert, Kapácsy Miklós, Kisfalusi Lehel, Kossuth Gábor, Peller Anna, Peller Mariann, Rácz Kati, Simon Eszter

## Fogadtatás
A kritikusok reakciója a Garfield 2 felé 90%-ban negatív volt a Rotten Tomatoes oldalán. Bevételi szempontból több pénzt hozott az Észak-Amerikán kívüli területeken, akárcsak az első rész. Hazájában azonban a várt szint alatt teljesített, mindössze 28 millió dolláros bevétellel.
Magyarországon az első rész elsöprő sikerét nem tudta megismételni, de jól szerepelt: első helyen kezdett a fővárosban, s második hétvégéjét zárva országszerte túl volt a százezer nézőn. Végül több, mint 240 ezer néző váltott rá jegyet.

## Díjak és jelölések
Arany Málna díj (2007)
- jelölés: legrosszabb előzményfilm, remake, koppintás vagy folytatás (John Davis)
- jelölés: A legrosszabb ürügy családi szórakozásra (20th Century Studios)